# Без одушевљавања, молим
 Без одушевљавања, молим  (енгл. Curb Your Enthusiasm) америчка је хумористичка серија аутора Ларија Дејвида.
Дејвид глуми делимично фиктивну верзију себе, полу-пензионисаног аутора ситкома Сајнфелд који је зарадио велики новац и више нема шта да ради у животу. Лари константно упада у конфликте са окружењем због другачијег схватања социјалних конвенција и свог директног стила комуникације.
Епизоде серије немају традиционални сценарио, већ су написани основни скечеви и смернице које Дејвид и глумачка екипа комичара даље разрађују.
Серија је освојила награду Златни глобус једном и номинована је 34 пута за Еми награду и освојила је један Еми за најбољу режију.

## Улоге
| Глумац      | Улога        |
| ----------- | ------------ |
| Лари Дејвид | Лари Дејвид  |
| Шерил Хајнс | Шерил Дејвид |
| Џеф Гарлин  | Џеф Грин     |
| Сузи Есман  | Сузи Грин    |
| Џеј Би Смув | Лион Блек    |
| Ричард Луис | Ричард Луис  |
| Тед Денсон  | Тед Денсон   |

## Сезоне
| Сезона | Сезона   | Епизоде | Емитовање           | Емитовање           |
| Сезона | Сезона   | Епизоде | Премијера сезоне    | Финале сезоне       |
| ------ | -------- | ------- | ------------------- | ------------------- |
|        | Специјал | /       | 17. октобар 1999.   | /                   |
|        | 1        | 10      | 15. октобар 2000.   | 17. децембар 2000.  |
|        | 2        | 10      | 23. септембар 2001. | 25. новембар 2001.  |
|        | 3        | 10      | 15. септембар 2002. | 17. новембар 2002.  |
|        | 4        | 10      | 4. јануар 2004.     | 14. март 2004.      |
|        | 5        | 10      | 25. септембар 2005. | 4. децембар 2005.   |
|        | 6        | 10      | 9. септембар 2007.  | 11. новембар 2007.  |
|        | 7        | 10      | 20. септембар 2009. | 22. новембар 2009.  |
|        | 8        | 10      | 10. јул 2011.       | 11. септембар 2011. |
|        | 9        | 10      | 1. октобар 2017.    | 3. децембар 2017.   |
|        | 10       | 10      | 19. јануар 2020.    | 22. март 2020.      |
|        | 11       | 10      | 24. октобар 2021.   | 26. децембар 2021.  |
|        | 12       | 10      | 4. фебруар 2024.    | 7. април 2024.      |